# Corb marí de Magallanes
El corb marí de Magallanes (Phalacrocorax magellanicus) és un ocell marí de la família dels falacrocoràcids (Phalacrocoracidae) que habita costes rocoses a les illes Malvines i des del centre de Xile i el sud-est de l'Argentina cap al sud fins a Cap d'Hornos.